# Драгослав Срејовић
Драгослав Срејовић (Крагујевац, 8. октобар 1931 — Београд, 29. новембар 1996) био је српски археолог, културни антрополог, професор Универзитета и академик.

## Биографија
Рођен је 8. октобра 1931. године у Крагујевцу, где је завршио основну школу и гимназију. На археолошкој групи Филозофског факултета у Београду дипломирао је 1954. године, а за асистента је изабран 1958. године. Докторирао је на Филозофском факултету у Београду са тезом „Неолитска и енеолитска антропоморфна пластика у Југославији“ (1964). За доцента за предмет праисторијска археологија постављен је 1965. године, за ванредног професора 1970. и редовног професора 1976. године.
Руководио је археолошким ископавањима 67 праисторијских и античких локалитета у Србији, Босни и Црној Гори (Дукља, Сребреница, Лепенски Вир, Власац, Дивостин, Гамзиград, Шаркамен и др.). Објавио је више од 200 радова у земљи и иностранству. За књигу Лепенски Вир добио је Октобарску награду Београда (1970). За дописног члана САНУ изабран је 1974, а за редовног 1983. године. Био је директор Галерије САНУ од 1989, а потпредседник САНУ од 1994. године.
По једна улица у Београду, Новом Саду, Крагујевцу и Зајечару носе његово име.
Преминуо је 29. новембра 1996. године у Београду, а сахрањен је 3. децембра у Крагујевцу.
У Српској академији наука и уметности је 29. новембра 2021. одржан научни скуп „Драгослав Срејовић и мултидисциплинарност”.

## Фондација
Фондација Драгослав Срејовић за капиталне научне и уметничке пројекте основана је 1996. године са циљем да се створе услови за помоћ развоја стваралаштва и остваривање планова САНУ. Фондацијом управља одбор у чијем су саставу оснивачи, научни и културни радници и стручњаци. Донатори су установе културе, привредне и финансијске институције.

## Дела

### Одабрани радови
- Праисторија (1967)
- Лепенски Вир – Нова праисторијска култура у Подунављу (1969)
- (1972, Лондон)
- Музеју Југославије (1973)
- Lepenski Vir – Eine vorgeschichtliche Geburtssatte europaischer Kultur (1973, Bergisch-Gladbach)
- Власац – Мезолитско насеље у Ђердапу (са Горком Летицом, 1978)
- Речник грчке и римске митологије (са Александрином Цермановић, четири издања: 1979, 1987, 1989, 1992)
- Срејовић, Драгослав (1981). „Културе старијег и средњег каменог доба”. Историја српског народа. 1. Београд: Српска књижевна задруга. стр. 3—14.
- Срејовић, Драгослав (1981). „Културе млађег каменог доба”. Историја српског народа. 1. Београд: Српска књижевна задруга. стр. 15—30.
- Срејовић, Драгослав (1981). „Културе бакарног и раног бронзаног доба”. Историја српског народа. 1. Београд: Српска књижевна задруга. стр. 31—43.
- Срејовић, Драгослав (1981). „Културе средњег и позног бронзаног доба”. Историја српског народа. 1. Београд: Српска књижевна задруга. стр. 44—53.
- Срејовић, Драгослав (1981). „Културе гвозденог доба”. Историја српског народа. 1. Београд: Српска књижевна задруга. стр. 54—65.
- Уметност Лепенског Вира (са Љубинком Бабовић, 1983)
- (1983, Милано)
- Римска скулптура у Србији (са А. Цермановић, 1987)
- Лексикон религија и митова древне Европе (са А. Цермановић, два издања: 1992, 1996)
- (Гамзиград, источна Србија) (са Чедомиром Васићем, 1994)
- Празно поље (два издања, 1996)
- Srejović, Dragoslav (1996). Illiri e Traci. Milano: Jaca Book.
- Археолошки лексикон (1997)
- Огледи о древној уметности (1998)
- Срејовић, Драгослав (2002). Илири и Трачани: O старобалканским племенима. Београд: Српска књижевна задруга.

### Приредио за штампу
- (коаутор Alan McPherron, 1988, Питсбург)
- (1988)
- (1990)
- Археологија и природне науке (1992)
- Римски градови и палате у Србији (1993)
- (1993)
- (1995)